# Ratusz w Lipnie
Ratusz w Lipnie – klasycystyczny budynek wzniesiony w 1831 roku, położony w południowej pierzei rynku. Obecnie budynek ratusza jest siedzibą władz miejskich i urzędu stanu cywilnego.

## Historia
Ratusz w Lipnie został wzniesiony w 1831 roku. Z roku 1878 pochodzi figura aniołka z iglicą na szczycie wieży. W latach 80. XX wieku ratusz powiększono o przybudówkę w tylnej części, wtedy też powstał wjazd na dziedziniec za budynkiem.

## Architektura
Ratusz jest dwukondygnacyjnym klasycystycznym budynkiem, wzniesionym na planie zbliżonym do kwadratu i nakrytym dachem siodłowym. Na fasadzie widnieje trzyosiowy ryzalit, zwieńczony trójkątnym szczytem i schodkowym murem attykowym. W środku dachu jest czworoboczna wieża obita blachą, zwieńczona okolonym balustradą tarasem widokowym, ze środka którego wyrasta iglica z figurką aniołka. Główne wejście z półkolistym zamknięciem jest w prawej części fasady. Wnętrza mają układ dwutraktowy z zachowaną pierwotną klatką schodową. Z tyłu ratusza jest dziedziniec okolony murem z lizenami, w którym jest brama wjazdowa zwieńczona trójkątnym naczółkiem.

Obecnie budynek ratusza jest siedzibą władz miejskich i urzędu stanu cywilnego.